# ГЕС Сан-Карлос
ГЕС Сан-Карлос — гідроелектростанція у центральній частині Колумбії. Знаходячись після ГЕС Лас-Плаяс, становить нижній ступінь дериваційного каскаду, який використовує ресурси річок Наре та Гуатапе, лівих приток Самана-Норте, котра в свою чергу є лівою притокою Магдалени (впадає до Карибського моря в місті Барранкілья).
У межах проекту річку Гуатапе перекрили земляною греблею Punchina висотою 70 метрів та довжиною 800 метрів, яка потребувала 6 млн м3 матеріалу. На час її спорудження воду відвели за допомогою тунелю довжиною 0,4 км з перетином 35 м2. Гребля утримує водосховище з площею поверхні 3,4 км2 та об'ємом 72 млн м3 (корисний об’єм 50 млн м3).
Зі сховища через дві напірні шахти глибиною по 147 метрів ресурс потрапляє до двох дериваційних тунелів довжиною по 4,5 км з діаметром 6,3 та 7,5 метра (розраховувались на живлення 4 та 6 гідроагрегатів відповідно, чому і відрізняються за своїм перетином). Тунелі пов'язані із запобіжними балансувальними резервуарами, котрі включають верхню камеру висотою 107 метрів з діаметром 13,5 метрів та нижню з’єднувальну секцію висотою 160 метрів з діаметром  5,3 метра. По завершенні дериваційні тунелі переходять у напірні водоводи довжиною по 0,35 км з діаметрами 5,5 та 6,75 метра, котрі розгалужуються на ділянки з діаметром по 3,3 метра.
Машинний зал споруджений у підземному виконанні на глибині біля 400 метрів та має розміри 203х20 метрів при висоті 28 метрів. Доступ персоналу здійснюється через тунель довжиною 1,1 км, до якого також виходить вентиляційна шахта глибиною 187 метрів з діаметром 4 метри. Також існує окремий підземний зал для трансформаторного обладнання розмірами 203х13 метрів при висоті 15 метрів. 
Основне обладнання станції становлять вісім гідроагрегатів з турбінами типу Пелтон потужністю по 155 МВт, які працюють при напорі у 554 метри. 
Відпрацьована вода транспортується назад у річку по відвідних тунелях довжиною по 1,6 км з перетинами 74 м2 та 102 м2.
Видача продукції відбувається по ЛЕП, розрахованій на роботу під напругою 230 кВ.